# 洞穴沉積物

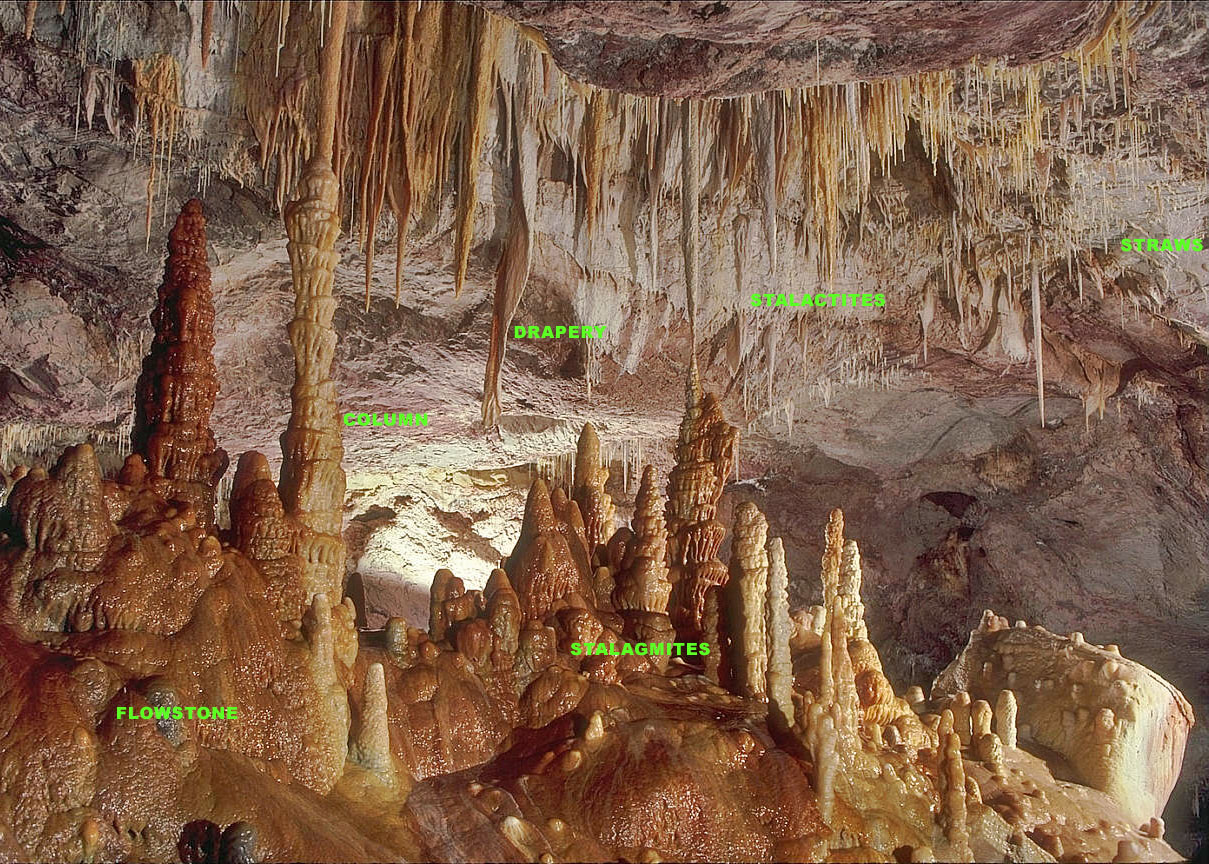
最常見六種類型的洞穴沉積物：流石、鐘乳柱、石窗簾、石筍、鐘乳石 和洞穴吸管

洞穴沉積物（英語：speleothem），又名洞穴灰華，是一種在天然洞穴中積累的地質沉積物。 由於碳酸鹽溶解反應，它們通常形成於鈣質洞穴中。 根據它們的沉積歷史和環境，這些沉積物形成多種形式，由於它們的化學成分、生長緩慢和在洞穴中的保存，使它們成為研究古氣候最佳材料之一。

### 化學和物理特性
洞穴沉積物已發現300 多種洞。 都是鈣質的，由碳酸鈣 (CaCO3) 礦物（方解石或文石）組成。 少有的是由硫酸鈣（石膏或芒硝）或蛋白石製成。  純碳酸鈣或硫酸鈣的洞穴沉積物呈半透明無色。 含氧化鐵或銅則呈紅棕色。含氧化錳會使顏色加深，例如黑色或深棕色。 若含泥土和淤泥，則呈棕色。
許多因素影響洞穴沉積物的形狀和顏色，包括岩石和水的化學成分、滲水率、水流方向、洞穴溫度、洞穴濕度、氣流、地上氣候和地上植物覆蓋。 較弱的水流和較短的下落距離會形成較窄的石筍，而較大的水流和較大的下落距離往往會形成較寬的石筍。

### 形成過程
大多數洞穴沉積物的形成涉及碳酸鈣化學反應，含有由方解石或文石礦物的石灰岩或白雲岩等岩石， 在較高的二氧化碳 (CO2) 和較低的溫度環境下，碳酸鹽礦物容易溶解。 鈣質洞穴通過碳酸鹽溶解反應形成，雨水與土壤 中的CO2 反應，產生弱酸性水如下：
H2O + CO2 → H2CO3
當酸性水從地表穿過碳酸鈣岩石到達洞穴頂部時，它會通過以下反應溶解基岩：
CaCO3 + H2CO3 → Ca2+ + 2 HCO3−

當溶液到達洞穴時，因爲洞穴中的 CO2 較低，通過以下反應驅動 CaCO3 沉澱：
Ca2+ + 2 HCO3− → CaCO3 + H2O + CO2
這些沉澱物的積累形成滴石（石筍、鐘乳石）和流石，這是洞穴的兩種主要類型。

### 氣候指標
洞穴沉積物的橫斷面可以提供類似於冰芯或樹木年輪的古氣候記錄。 起緩慢的幾何生長和含放射性元素的結合使洞洞穴沉積物，能夠通過放射性碳測年和鈾-釷測年，能準確和精確地測出，第四紀晚期的年代，前提是洞穴是一個封閉系統並且沉積物沒有經過再結晶 。 氧 (δ18O) 和碳 (δ13C) 穩定同位素用於追踪過去 ~500,000 年間降雨溫度、降水和植被變化的變化 , 降水量的變化能改變了洞穴沉積物生長環的寬度：間距小的生長環環表示降雨量少，間距較寬表示降雨量較大，而較密的生長環表示水分較高。計數滴速和水滴中微量元素的分析能推測短期氣候變化，例如厄爾尼諾-南方濤動 (ENSO) 氣候事件。 在俄克拉荷馬州理查茲斯普爾地區採石場， 有一個暴露在地表但被充填的洞穴。從中提取了早期二疊紀的氣候數據，而獲得2.89 億年前的氣候變化的資訊。

### 類型和分類

洞穴沉積物類型:
(A) 鐘乳石
(B) 洞穴吸管
(C) 石筍
(D) 錐形石筍
(E) 石筍或圓柱
(F) 石窗簾
(G) 石窗簾
(H) 洞穴石枝
(I) Moonmilk月乳石
(J) 邊石壩
(K) 方解石晶體
(L) 水池
(M) 喀斯特地貌
(N) 水體
(O) 地盾
(P) 洞穴雲層
(Q) 洞穴珍珠
(R) 塔錐
(S) 棚石頭
(T) 樹冠
(U) 瓶刷鐘乳石
(V) 洞锥石
(W) 流石
(X) 盤型石
(Y) 方解石筏
(Z) 洞穴爆米花
(AA) 洞穴霜花
(AB) 流石
(AC) 灑石
(AD) 地震洞穴堆積物
(AE) 箱型晶
(AF) 排列鐘乳石
(AG) 倒塌的瓦礫

洞穴有多種形式，具體取決於水是滴落、滲出、凝結、流動還是形成于池塘。 許多洞穴因其與人造或自然物體的相似性而得名。 洞穴的類型包括：
- 滴石是碳酸鈣組成的鍾乳石或石筍：
  - 鐘乳石是懸掛在洞穴天花板上的尖頭吊墜碳酸鈣沉積物，
    - 洞穴吸管是非常細但很長的鐘乳石，
    - 洞穴石枝是一種帶有樹枝狀或螺旋狀的鐘乳石，它有一個中央通管。
    - 吊燈是在洞穴天花板上的複雜集群鐘乳石。
    - 絲帶鐘乳石，形如絲帶。

  - 石筍是鍾乳石在地面對應物，包括掃帚形狀，圖騰柱形狀，煎蛋形狀等石筍。
  - 鐘乳柱（Stalagnate），當鐘乳石和石筍連接或鐘乳石生張到達洞底時，就會產鐘乳柱。
- 流石  堆積在於洞穴地板和牆壁上的片狀碳酸鈣沉積物。
  - 石窗簾，是向下垂的薄片狀、波浪形的方解石。
    - 培根，是一種窗簾一種，帶有各種顏色。

  - 邊石壩，生張在有漣漪的水池邊的石壩狀碳酸鈣沉積物。
    - 石瀑布，形如冰凍瀑布。
- 洞穴水晶
  - 犬齒晶是大型方解石晶體，經常在季節性水池附近。
  - 洞穴霜花  是針狀的方解石或文石。
  - 月乳石 是白色的，像奶酪一樣的碳酸鈣沉積物。
  - 石膏花 是像花狀的文石晶體的。
  - 低溫造成的方解石晶體，是指在洞穴底部發現的鬆散方解石顆粒，其溶質在水凍結期間分離岩石而形成的。
- 洞穴殘餘物（Spelegens）（不同於洞穴沉積物）是洞穴內的岩石，經由溶解方解石后形成的是通過去除基岩而形成的殘餘個體，而不是作為次生沉積物。 這些包括：
  - 支柱
  - 扇貝
  - 埋骨地
  - 箱型晶
- 其他
- 洞穴爆米花，是小而多節的方解石沉積物。
- 洞穴珍珠是一種球形狀碳酸鈣，在生長過程中，經常受水從高處滴落到水池的波動而翻轉，導緻小的球形晶體。
- 洞穴涕石主要是由硫氧化細菌造成有如“鼻涕”狀的粘液。
- 方解石筏是出現在洞穴水池表面的薄薄的方解石堆積物
- 洞穴獄鐘指在尤卡坦半島 El Zapote cenote 發現的一種水下鐘形的洞穴堆積物，
- 熔岩管含有硫酸鹽、芒硝或蛋白石組成的洞穴堆積物。 當熔岩冷卻時，這些礦物就沉澱出來。